# Операция «Порывистый ветер»
Операция «Порывистый ветер» (англ. Frequent Wind) была заключительным этапом эвакуации американских гражданских лиц и вьетнамцев находящихся под угрозой из Сайгона, Южный Вьетнам, перед захватом города северовьетнамской вьетнамской народной армией во время падения Сайгона. Она была проведена 29-30 апреля 1975 года, в последние дни войны во Вьетнаме. Более 7 тысяч человек были эвакуированы вертолётами из разных точек Сайгона. Результатом воздушной переброски стал ряд долговечных изображений.
Планы эвакуации уже существовали как стандартная процедура для американских посольств. В начале марта самолёты начали эвакуацию гражданского населения из аэропорта Таншоннят через соседние страны. К середине апреля были разработаны планы действий в чрезвычайных ситуациях и велась подготовка к возможной эвакуации вертолётом. Когда неминуемый крах Сайгона стал очевиден, ВМС США собрали оперативную группу 76 у побережья около Вунгтау для поддержки эвакуации вертолётом и предоставления поддержки с воздуха в случае необходимости. В этом случае поддержка с воздуха не понадобилась, поскольку северовьетнамцы остановились на неделю на окраине Сайгона, возможно, ожидая падения южновьетнамского правительства и избегая возможной конфронтации с США, разрешив в основном не встретившую сопротивления эвакуацию американцев из Сайгона:14.
28 апреля авиабаза Таншоннят (рядом с аэропортом) подверглась артиллерийскому обстрелу и атаке самолётами Вьетнамских народных ВВС. Эвакуация на самолётах была прекращена, и началась операция «Порывистый ветер». Во время эвакуации на самолётах из Таншоннята было эвакуировано 50 493 человека (включая 2 678 вьетнамских сирот). Эвакуация проводилась в основном из комплекса офиса военного атташе, начавшись около 14:00 дня 29 апреля и закончившись той же ночью лишь ограниченным повреждением вертолётов от стрелкового оружия. Посольство США в Сайгоне должно было стать лишь второстепенным пунктом эвакуации для сотрудников посольства, но вскоре оно было переполнено эвакуированными и отчаявшимися южновьетнамцами. Эвакуация посольства была завершена в 07:53 30 апреля, однако некоторые американцы предпочли остаться или были оставлены, а около 400 граждан третьих стран остались в посольстве.
Десятки тысяч вьетнамцев эвакуировались по морю или по воздуху. С крахом Южного Вьетнама многочисленные лодки и корабли, вертолёты ВВС Республики Вьетнам (RVNAF) и некоторые самолеты с фиксированным крылом отправились или вылетели в эвакуационный флот. Вертолёты начали засорять палубы кораблей, и в конце концов некоторые из них были выброшены за борт, чтобы позволить другим приземлиться. Пилотам других вертолётов было приказано высадить своих пассажиров, а затем взлетать и приводняться в море, откуда их должны были спасти. В ходе операции «Порывистый ветер» в общей сложности 1373 американца и 5595 вьетнамцев и граждан третьих стран были эвакуированы вертолётами:258. Общее число вьетнамцев, эвакуированных во время операции «Порывистый ветер» или эвакуировавшихся самостоятельно и оказавшихся под стражей в Соединённых Штатах для обработки в качестве беженцев для въезда в Соединённые Штаты, составило 138 869 человек:92.
Эта операция также стала дебютным боевым применением самолётов F-14 Tomcat.

## Планирование операции
Планирование эвакуации американцев и их южновьетнамских союзников из Южного Вьетнама началось до апреля 1975 года. Когда президент США Джеральд Форд встретился с Советом национальной безопасности 9 апреля 1975 года, Генри Киссинджер сообщил ему, что в качестве возможных эвакуируемых было определено максимум 1,7 миллиона человек, и что в их число входят: американские граждане и их родственники, дипломатический корпус, Международная комиссия по контролю и наблюдению (ICCS), граждане третьих стран, работающие по контракту с правительством США, и служащие США и их иждивенцы (по оценкам, 200 000 человек). Кроме того, вьетнамские родственники американских граждан и высокопоставленных должностных лиц правительства Вьетнама и их иждивенцы (около 600 000 человек) также были определены в качестве потенциальных эвакуируемых, наряду с вьетнамцами, ранее работавшими в США, и их иждивенцами.
Хотя американские чиновники на самых высоких уровнях разведывательного сообщества (например, директор ЦРУ Уильям Колби) были уверены, что правительство Южного Вьетнама рухнет, правительство США недооценило скорость продвижения Северного Вьетнама во время весеннего наступления 1975 года и то, как быстро рухнет Армия Республики Вьетнам (ARVN).
Планы эвакуации являются стандартными для американских посольств. План «Saigon» разрабатывался в течение нескольких лет. Первоначально операция имела кодовое название «Talon Vise», но была переименована в «Frequent Wind» (Порывистый ветер), когда первоначальное кодовое название было раскрыто.
К 1975 году план «Порывистый ветер» был нацелен на эвакуацию около 8000 граждан США и граждан третьих стран, но он так и не смог оценить количество южновьетнамцев, которых нужно было включить:8. В списках посольств было около 17 000 вьетнамцев, находящихся в группе риска, что, если учесть в среднем семь иждивенцев на семью, означало, что число нуждающихся в эвакуации составляло 119 000. Вместе с другими категориями вьетнамцев это число быстро превысило 200 000:40 План «Порывистый ветер» предусматривал четыре возможных варианта эвакуации::9.
- Вариант 1: Эвакуация коммерческим воздушным транспортом из Таншоннята и других аэропортов Южного Вьетнама по мере необходимости.
- Вариант 2: Эвакуация военным транспортом из Таншоннята и других аэропортов Южного Вьетнама по мере необходимости.
- Вариант 3: Эвакуация морским транспортом из порта Сайгон
- Вариант 4: Эвакуация вертолетами на корабли ВМС США в Южно-Китайском море

При 4-м варианте — эвакуация вертолётами, как ожидается, будет аналогична операция «Eagle Pull» — американской эвакуации по воздуху из Пномпеня, Камбоджа, 12 апреля 1975 года.

## Подготовка на земле
1 апреля центр управления эвакуацией, укомплектованный персоналом армии США, ВМС США, ВВС США (USAF) и Корпуса морской пехоты США (USMC), начал работать в комплексе офиса военного атташе (DAO) по 12-часовой смене, которая на следующий день была увеличена до 24-часовой:22. Также 1 апреля был реализован план «Аламо» для защиты комплекса офиса военного атташе и его пристройки, чтобы он мог служить зоной ожидания для 1500 эвакуированных в течение пяти дней:27 К 16 апреля план «Аламо» был завершен: вода, пайки, горюче-смазочные материалы были запасены; резервные электрогенераторы были установлены; санитарные помещения были завершены; а периметр был защищён колючей проволокой:35.

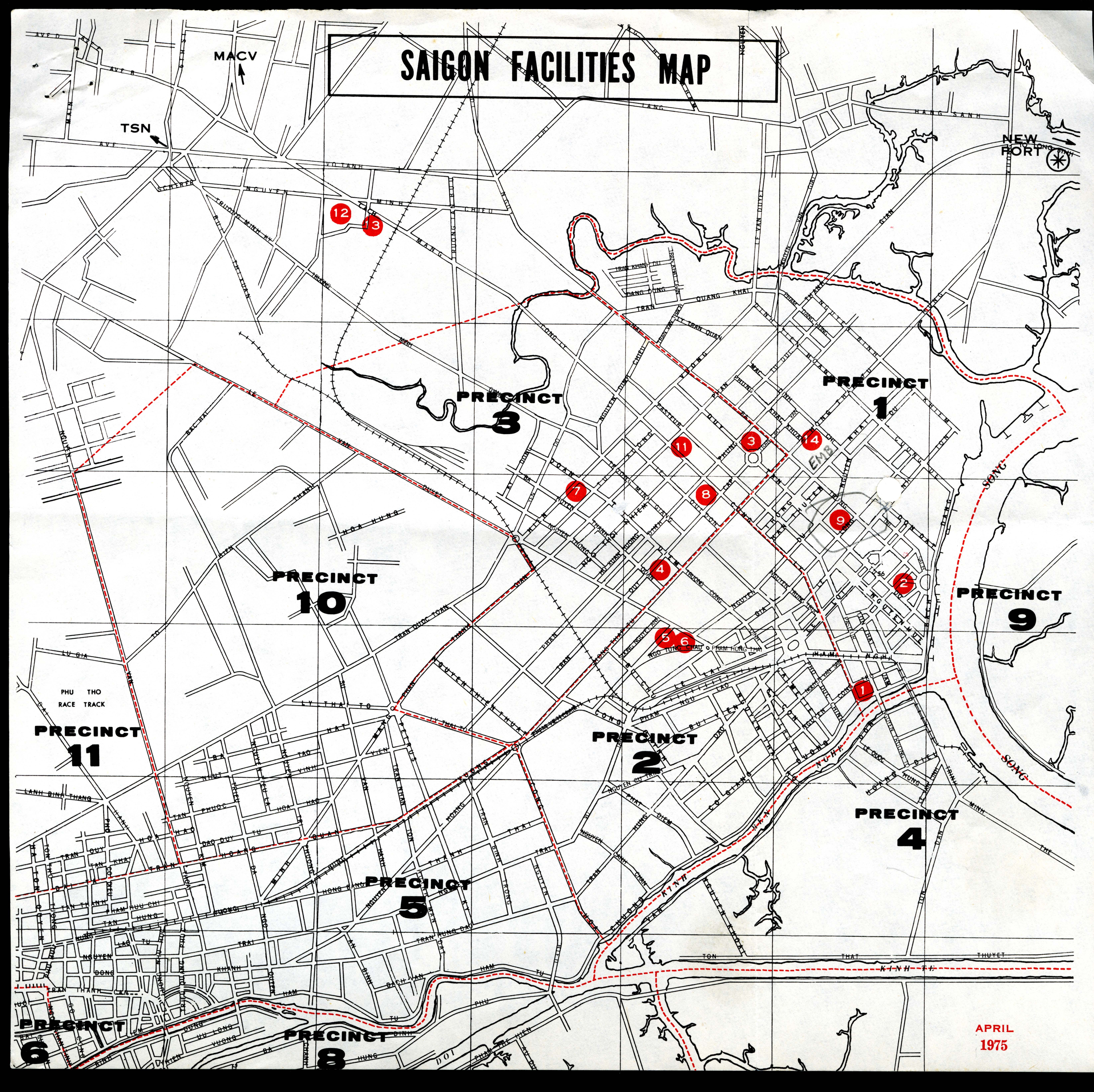
Карта пунктов сбора американского персонала в Сайгоне

7 апреля пилот Air America Никки А. Филлипи вместе с лейтенантом Корпуса морской пехоты США Робертом Твиггером, назначенным в офис военного атташе в качестве офицера связи ВМС США, обследовали 37 зданий в Сайгоне в качестве возможных посадочных зон (LZ), выбрав 13 из них как пригодные для использования. Рабочие из «Pacific Architects and Engineers» посетили каждую из 13 посадочных зон, чтобы удалить препятствия и покрасить буквы H размером с полозья вертолёта UH-1 Huey:37. Президент Форд в своем обращении к американской общественности 11 апреля пообещал эвакуировать вьетнамских гражданских лиц различных категорий. 9-я морская амфибийная бригада (9-я MAB), которая должна была предоставить вертолёты и силы безопасности для эвакуации, 12 апреля направила делегацию для консультаций с послом Грэмом Мартином по текущим планам. Мартин сказал им, что он не потерпит никаких внешних признаков того, что Соединённые Штаты намерены покинуть Южный Вьетнам. Все планирование должно было проводиться с максимальной осмотрительностью. Бригадный генерал Ричард Э. Кэри, командующий 9-й морской амфибийной бригадой, вылетел в Сайгон на следующий день, чтобы встретиться с Мартином; позже он сказал: «Визит был холодным, непродуктивным и, по-видимому, раздражал посла». Тринадцать морских пехотинцев из отряда охраны морской пехоты (MSG) были развернуты в комплексе офиса военного атташе 13 апреля, чтобы заменить восемь морпехов из числа охраны, которые обеспечивали безопасность после того, как они были отозваны из закрытых консульств в Дананге и Нячанге:35.
К концу апреля вертолёты «Air America» совершали несколько ежедневных рейсов из оперативной группы 76 в здание офиса военного атташе, чтобы дать возможность 9-й морской амфибийной бригаде провести подготовку к эвакуации в здании офиса военного атташе, не превышая установленный Парижским мирным соглашением лимит в 50 военнослужащих США в Южном Вьетнаме. Правительство США продолжало соблюдать свои обязательства по соглашениям, несмотря на вторжение Северного Вьетнама:178. В конце апреля морпехам-охранникам было приказано покинуть Marshall Hall/Marine House, где они расквартировались по адресу 204 Hong Thap Tu Street (теперь 204 Nguyen Thi Minh Khai Street), и переместиться в зону отдыха на территории посольства:86.
Двумя основными пунктами эвакуации, выбранными для операции «Порывистый ветер», были комплекс офиса военного атташе рядом с аэропортом Таншоннят для американских и вьетнамских гражданских эвакуиремых и посольство США в Сайгоне для сотрудников посольства:196. План эвакуации включал размещение автобусов и американских гражданских водителей автобусов в 28 зданиях по всему столичному Сайгону. Автобусы должны были следовать по одному из четырёх запланированных маршрутов эвакуации из центра Сайгона в комплекс офиса военного атташе, каждый из которых был назван в честь западного маршрута: Санта-Фе, Орегон, Техас и т. д.:38:178–179

## Варианты 1 и 2: эвакуация самолетами
К концу марта посольство начало сокращать число граждан США во Вьетнаме, поощряя иждивенцев и неосновной персонал покидать страну коммерческими рейсами и самолётами Военного авиатранспортного командования (MAC) C-141 и C-5, которые всё ещё доставляли чрезвычайные военные грузы:20–21. В конце марта два или три из этих самолётов Военного командования по воздушным перевозкам прибывали каждый день и использовались для эвакуации гражданских лиц и вьетнамских сирот:24. 4 апреля самолёт C-5A, перевозивший 250 вьетнамских сирот и их сопровождающих, потерпел взрывную декомпрессию над морем недалеко от Вунгтау и совершил аварийную посадку при попытке вернуться в Таншоннят; 153 человека на борту погибли в результате крушения:30–31.
Поскольку причина крушения всё ещё неизвестна, парк самлётов C-5 был приостановлен, а воздушные перевозки военного авиатранспортного коммандования были сокращены до использования C-141 и C-130. Вместо того, чтобы загрузить как можно больше эвакуируемых, каждому эвакуируемому требовалось иметь сиденье и ремень безопасности, что сократило количество пассажиров, которых можно было перевозить на каждом рейсе, до 94 в C-141 и 75 в C-130. Но эти ограничения были смягчены и в конечном итоге полностью проигнорированы, поскольку темпы эвакуации ускорились:69. Вооружённая охрана также присутствовала на каждом рейсе, чтобы предотвратить угон:34. Американские коммерческие и контрактные перевозчики продолжали вылетать из Таншоннята, но с меньшей частотой. Кроме того, военные самолёты из Австралии, Индонезии, Ирана, Польши, Великобритании, Франции и других стран прилетали для эвакуации персонала своих посольств:34.
В течение апреля «прореживание» происходило медленно, в основном потому, что правительство Южного Вьетнама не спешило выдавать документы, разрешающие американцам брать с собой вьетнамских иждивенцев, в результате чего самолёты Военного авиатранспортного командования часто вылетали пустыми:44. Наконец, 19 апреля процедура была более упрощена, которая устранила бумажную волокиту, и количество эвакуируемых резко возросло:46. Падение Суанлока 21 апреля и отставка президента Нгуен Ван Тхьеу 21 апреля привели к увеличению числа людей, ищущих эвакуации, прибыли в здание офиса военного атташе, поскольку стало очевидно, что дни Южного Вьетнама сочтены. К 22 апреля 20 рейсов самолётов C-141 и 20 рейсов C-130 в день перевозили эвакуируемых из Таншоннята на авиабазу Кларк,:60 расположенную примерно в 1000 милях на Филиппинах. 23 апреля президент Филиппин Фердинанд Маркос объявил, что на Филиппинах будет разрешено находиться не более 2500 эвакуируемых вьетнамцев одновременно, что ещё больше увеличило нагрузку на Военное авиатранспортное командование, которому теперь пришлось эвакуировать эвакуируемых из Сайгона и перевезти около 5000 эвакуируемых с авиабазы Кларк на Гуам, остров Уэйк и авиабазу Йокота:62. Президент Тхьеу и его семья покинули Таншоннят 25 апреля на самолёте C-118 ВВС США, чтобы отправиться в изгнание на Тайвань:67. Также 25 апреля Федеральное управление гражданской авиации запретило коммерческие полёты в Южный Вьетнам. Эта директива впоследствии была отменена; некоторые операторы всё равно её проигнорировали. В любом случае это фактически ознаменовало конец коммерческих воздушных перевозок из Таншоннята:66.
27 апреля ракеты вьетнамской народной армии впервые с момента прекращения огня 1973 года нанесли удар по Сайгону и Тёлону. Американские власти решили прекратить использование менее манёвренных самолётов C-141, на борту которых находилось до 316 эвакуированных, и использовать только самолеты C-130, на борту которых находилось более 240 человек:69.

## Оперативная группа 76

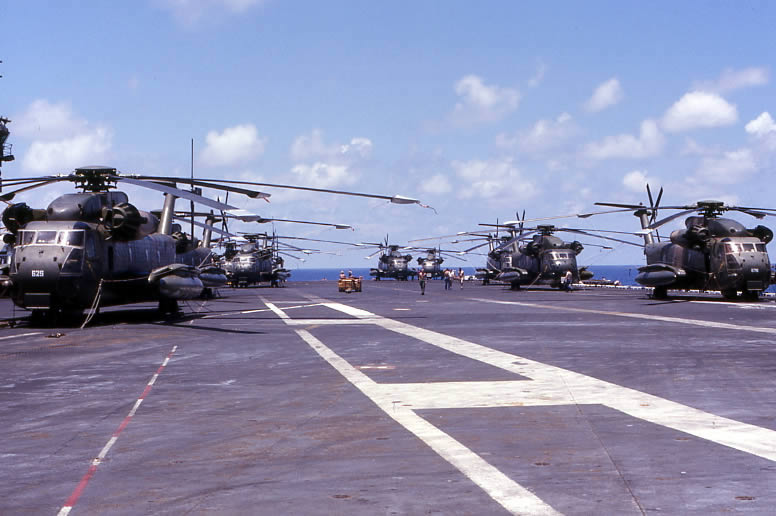
Вертолёты ВВС США HH-53 на палубе авианосца USS Midway во время операции «Порывистый ветер», апрель 1975 г.

Карта, показывающая расположение кораблей ВМС США в начале операции «Порывистый ветер».

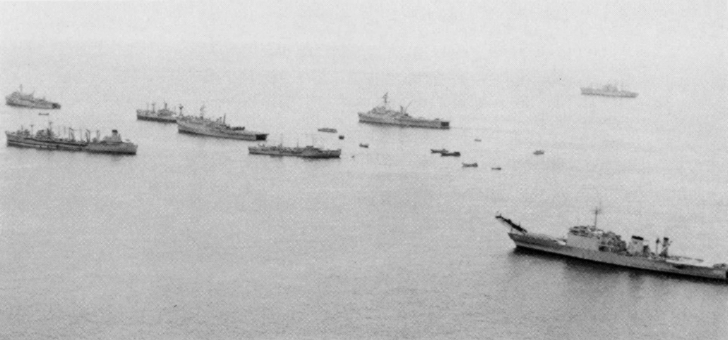
Корабли «оперативной группы 76» ждут начала операции у берегов Вунгтау.

В связи с неизбежностью падения Сайгона, между 18 и 24 апреля ВМС США собрали корабли у Вунгтау под командованием оперативной группы 76.
Оперативная группа 76
USS Blue Ridge (командный корабль)
USS Oklahoma City (Флагман Седьмого флота)
Оперативная группа 76.4 (Транспортная группа переброски — «Альфа»)
- USS Okinawa[англ.]
- USS Vancouver[англ.]
- USS Thomaston[англ.]
- USS Peoria[англ.]

Оперативная группа 76.5 (Транспортная группа переброски — «Браво»)
- USS Dubuque[англ.]
- USS Durham[англ.]
- USS Frederick[англ.]

Оперативная группа 76.9 (Транспортная группа переброски — «Чарли»)
- USS Anchorage[англ.]
- USS Denver[англ.]
- USS Duluth[англ.]
- USS Mobile[англ.]

К оперативной группе присоединились:
- USS Hancock
- USS Midway

на борту каждого из них находились вертолёты морской пехоты и ВВС (восемь вертолётов CH-53 21-й эскадрильи специальных операций и два вертолёта HH-53 40-й аэрокосмической спасательно-эвакуационной эскадрильи).
Десантные корабли:
- USS Mount Vernon[англ.]
- USS Barbour County[англ.]
- USS Tuscaloosa[англ.]

Фрегат с управляемыми ракетами:
- USS Worden[англ.]

и восемь типов эсминцев для морской артиллерии, сопровождения и обороны района, включая:
- USS Richard B. Anderson[англ.]
- USS Cochrane[англ.]
- USS Kirk[англ.]
- USS Gurke[англ.]
- USS Rowan[англ.]
- USS Cook[англ.][12]
- USS Bausell[англ.][13]

Авианосные ударные группы USS Enterprise и USS Coral Sea оперативной группы 77 в Южно-Китайском море обеспечивали прикрытие с воздуха, а оперативная группа 73 обеспечивала материально-техническую поддержку.
Эвакуационный контингент морской пехоты, 9-я амфибийная бригада морской пехоты (оперативная группа 79.1), состоял из трех батальонных десантных групп (BLT); 2-го батальона 4-го полка морской пехоты (2/4), 1-го батальона 9-го полка морской пехоты (1/9), 3-го батальона 9-го полка морской пехоты (3/9) и трёх вертолётных эскадрилий HMH-462, HMH-463, HMM-165, а также других вспомогательных подразделений из 39-й авиационной группы морской пехоты (MAG-39).
Кроме того, была сформирована флотилия кораблей Военного командования морских перевозок (MSC), которые осуществили морскую эвакуацию из порта Сайгон. В состав флота входили:
Буксиры:
- Asiatic Stamina
- Chitose Maru
- Haruma
- Osceola
- Shibaura Maru

и следующие крупные транспортные суда:
- SS American Challenger
- SS Boo Heung Pioneer
- SS Green Forest
- SS Green Port
- USNS Greenville Victory[англ.]
- SS Pioneer Contender
- SS Pioneer Commander
- USNS Sgt. Truman Kimbro[англ.]
- USNS Sgt. Andrew Miller[англ.]

## Таншоннят под атакой

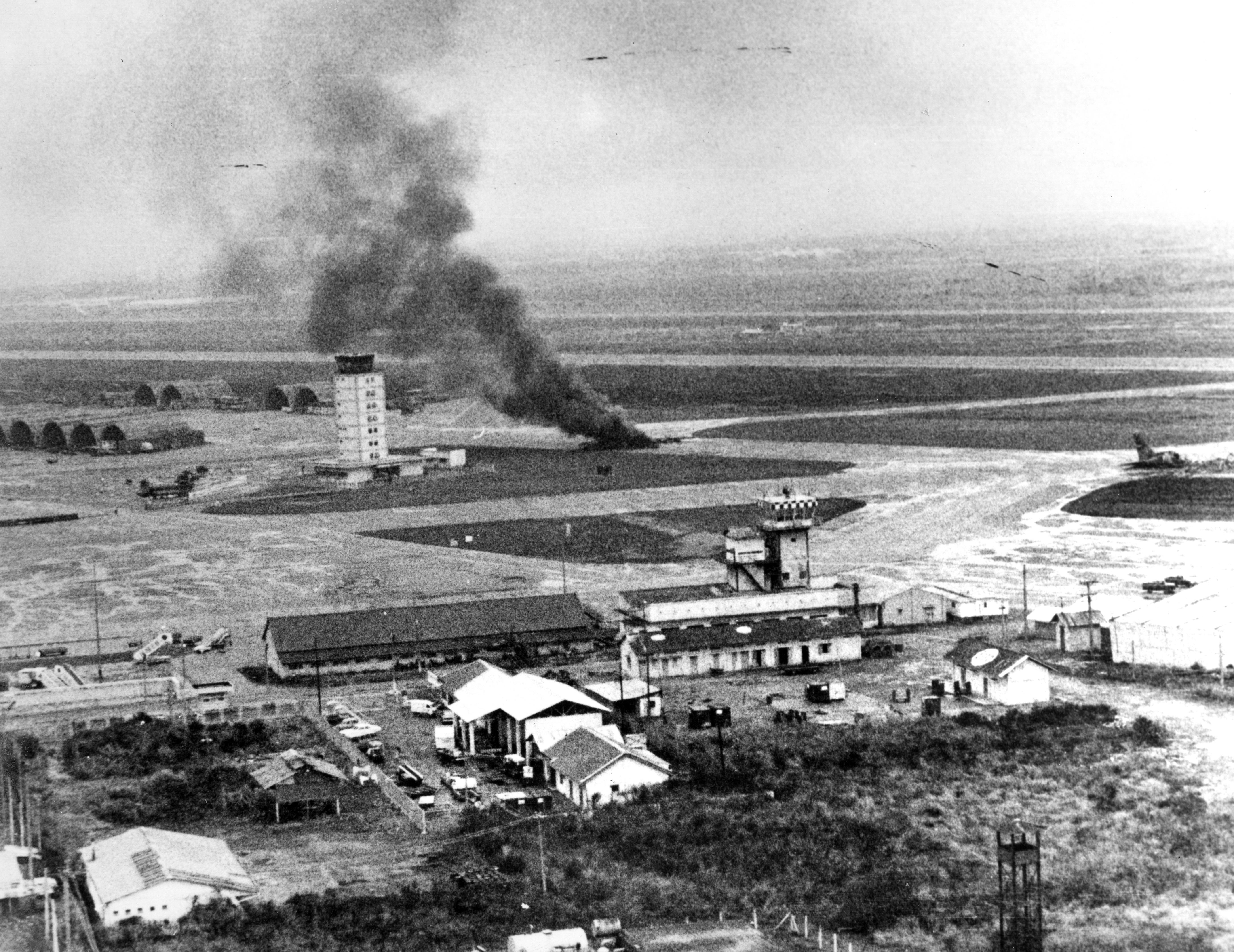
Самолёт ВВС Республики Вьетнам C-130A горит в Таншонняте после ракетного обстрела 29 апреля

28 апреля в 18:06 три самолёта A-37 Dragonfly, пилотируемые бывшими пилотами ВВС Республики Вьетнам, которые перешли на сторону ВВС Демократической Республики Вьетнам при падении Дананга, сбросили шесть 250-фунтовых бомб Mk81 на авиабазу Таншоннят, уничтожив несколько самолётов. Истребители F-5 ВВС Республики Вьетнам вылетели в погоню, но перехватить A-37 им не удалось:70. Самолёты C-130, покидавшие Таншоннят, сообщили о том, что подверглись обстрелу со стороны вьетнамской народной армии из 12,7-мм и 37-мм зенитных орудий (AAA),:71–72 в то время как спорадические ракетные и артиллерийские атаки со стороны вьетнамской народной армии также начали поражать аэропорт и авиабазу. Полёты C-130 были временно прекращены после авианалёта, но возобновились в 20:00 28 апреля:72. В 21:00 28 апреля генерал-майор Гомер Д. Смит, военный атташе, сообщил центру управления эвакуацией, что 60 рейсов C-130 прибудут 29 апреля для эвакуации 10 000 человек:73.
29 апреля в 03:30 ракета вьетнамской народной армии попала в сторожевой пост 1 в здании офиса военного атташе, мгновенно убив капралов морской пехоты Чарльза Макмэхона и Дарвина Джаджа. Они стали последними американскими наземными жертвами во Вьетнаме.
В 03:58 самолёт C-130E, № 72-1297, пилотируемый экипажем из 776-й тактической воздушной эскадрильи, был уничтожен 122-мм ракетой во время руления, чтобы подобрать беженцев после выгрузки авиабомб BLU-82 на авиабазе Таншоннят. Экипаж эвакуировал горящий самолёт на рулёжную дорожку и покинул аэродром на другом самолёте C-130, который ранее приземлился:182. Это был последний самолёт ВВС США, покинувший Таншоннят:79. Между 04:30 и 08:00 около комплекса офиса военного атташе было выпущено до 40 артиллерийских снарядов и ракет:80.
На рассвете ВВС Республики Вьетнам начали беспорядочно покидать авиабазу Таншоннят, когда A-37, F-5, C-7, C-119 и C-130 отправились в Таиланд, в то время как UH-1 вылетели на поиски кораблей оперативно группы 76:81.Некоторые самолёты ВВС Республики Вьетнам остались, чтобы продолжить борьбу с наступающей вьетнамской народной армией. Один самолёт огневой поддержки AC-119 провёл ночь с 28 на 29 апреля, сбрасывая осветительные ракеты и стреляя по приближающейся вьетнамской народной армии. На рассвете 29 апреля два самолёта-штурмовика A-1 Skyraider начали патрулировать периметр Таншоннят на высоте 2500 футов (760 м), пока один из них не был сбит, предположительно ракетой из ПЗРК Стрела-2. В 07:00 AC-119 вёл огонь по вьетнамской народной армии к востоку от Таншоннята, когда он также был подбит из ПЗРК Стрела-2 и упал на землю, загоревшись:82.
29 апреля в 07:00 Смит сообщил послу Мартину, что эвакуацию самолётами следует прекратить и начать операцию «Порывистый ветер» — вертолётную эвакуацию американского персонала и вьетнамцев, находящихся в группе риска. Мартин отказался принять рекомендацию Смита и вместо этого настоял на посещении Таншоннята, чтобы лично оценить ситуацию. В 10:00 Мартин подтвердил оценку Смита, а в 10:48 связался с Вашингтоном, чтобы рекомендовать 4-й Вариант, вертолётную эвакуацию:90. Наконец, в 10:51 главнокомандующий Тихоокеанским флотом (CINCPAC) отдал приказ начать 4-й Вариант; Из-за путаницы в цепочке командования — бригадный генерал Кэри получил приказ о его выполнении только в 12:15:183. В 08:00 генерал-лейтенант Чан Ван Минь, командующий ВВС Республики Вьетнам, и 30 его сотрудников прибыли в здание офиса военного атташе, требуя эвакуацию, что означало полную потерю командования и управления ВВС Республики Вьетнам:85–87.

## Вариант 4 — «White Christmas» в апреле
В рамках подготовки к эвакуации американское посольство распространило 15-страничную брошюру под названием SAFE, сокращенно от «Standard Instruction and Advice to Civilians in an Emergency» (Стандартные инструкции и советы гражданским лицам в чрезвычайной ситуации). В брошюре была карта Сайгона с указанием «мест сбора, где вас заберёт вертолёт». Была вставная страница со следующим текстом: «Обратите внимание на сигнал эвакуации. Не сообщайте его другому персоналу. Когда будет отдан приказ об эвакуации, код будет зачитан по радио Вооружённых сил. Код: Температура в Сайгоне 105 градусов (по фаренгейту) и повышается. После этого будет играть I’m Dreaming of a White Christmas». Фрэнк Снепп позже вспоминал прибытие вертолётов в посольство, пока песня звучала по радио, как «странное кафкианское время». Японские журналисты, обеспокоенные тем, что не узнают мелодию, были вынуждены попросить кого-нибудь спеть её им:63.
После того, как был дан сигнал эвакуации, автобусы начали забирать пассажиров и направляться в комплекс военного атташе. Система работала настолько эффективно, что автобусы смогли совершить три обратных рейса вместо ожидаемого одного. Самая большая проблема возникла, когда подразделение армии Республики Вьетнам, охранявшее главные ворота в Таншонняте, отказалось пропустить последнюю колонну автобусов в комплекс военного атташе примерно в 17:45. Пока это происходило, началась перестрелка между двумя подразделениями армии Республики Вьетнам, в результате которой задние автобусы попали под перекрёстный огонь, выведя из строя две машины. В конце концов командующий армии Республики Вьетнам, контролирующий ворота, согласился разрешить оставшимся автобусам въехать на территорию комплекса. Угроза генерала Кэри использовать боевые вертолёты AH-1J SeaCobra, летавшие в небе, могла сыграть свою роль в решении командующего армией Республики Вьетнам:179–181.

## Безопасность и поддержка с воздуха
Не было известно, попытается ли вьетнамская народная армия и/или армия Республики Вьетнам помешать эвакуации, поэтому планировщикам пришлось учесть все возможные непредвиденные обстоятельства, чтобы обеспечить безопасность и успешность эвакуации. Штаб 9-й морской амфибийной бригады предписал высоты, маршруты и контрольно-пропускные пункты для обеспечения безопасности полетов во время операции. Чтобы избежать столкновений в воздухе, планировщики выбрали высоты, которые обеспечивали бы разделение движения, а также возможность видеть и избегать угрозы со стороны средств ПВО противника, ракет С-75 и ПЗРК «Стрела-2» (6500 футов (2000 м) для полётов, прибывающих в Сайгон, и 5500 футов (1700 м) для полётов, исходящих из Сайгона на корабли ВМС). Эти высоты были также достаточно большими, чтобы избежать огня стрелкового оружия и артиллерии:188.
В случае, если вьетнамская народная армия или армия Республики Вьетнам сбивала вертолёт или механическая неисправность вынуждала его совершить аварийную посадку на вражеской территории, два орбитальных вертолёта CH-46 из 39-й группы морской авиации (MAG-39), каждый из которых перевозил 15 человек, группы быстрого реагирования «Sparrow Hawk» морских пехотинцев из 1-го взвода, роты A, 1-го батальона, 9-го полка морской пехоты, с авианосца USS Blue Ridge, были готовы приземлиться и обеспечить безопасность, позволяя поисково-спасательному вертолёту забрать экипаж. Кроме того, два вертолёта CH-46 обеспечивали возможности медицинской эвакуации, в то время как ударные вертолёты AH-1J SeaCobra («Супер Кобра») прикрывали транспортные вертолёты и любые наземные подразделения, запросившие поддержку. Вертолёты AH-1J SeaCobra также могли выполнять функции передовых авианаводчиков:187.

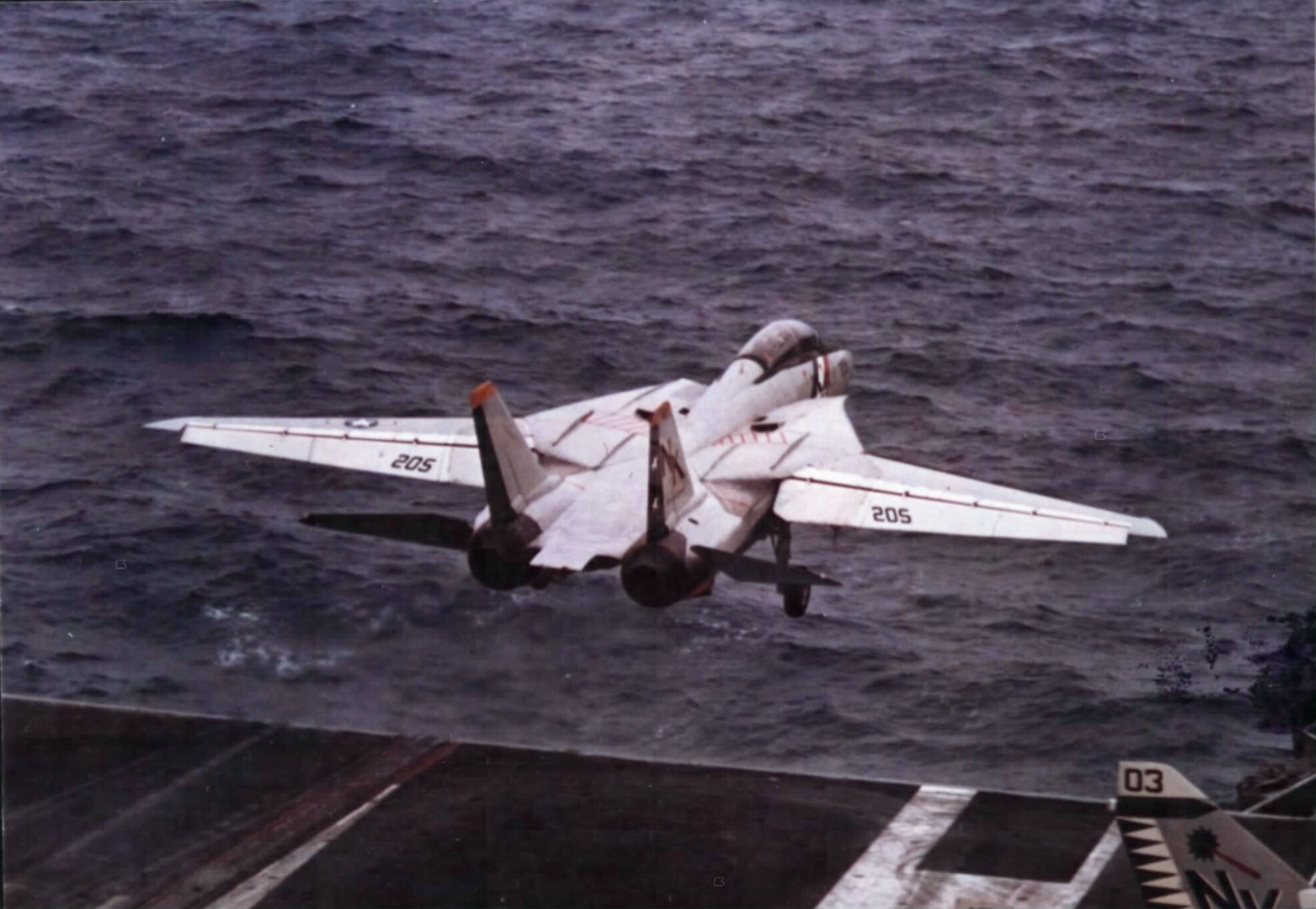
F-14A Tomcat из VF-2 взлетает с авианосца «Энтерпрайз», 29 апреля 1975 г.

Воздушные крылья USS Enterprise и USS Coral Sea были готовы оказать непосредственную авиационную поддержку и подавление зенитной артиллерии, если потребуется, с помощью своих штурмовиков A-6 и A-7, а также обеспечить непрерывное истребительное прикрытие маршрута эвакуации, включая 1-ю и 2-ю истребительные эскадрильи, летающие с Enterprise с первым боевым развертыванием новых F-14A Tomcat:98–99. Самолёты ВВС США, базирующиеся на авиабазе Накхонпханом, авиабазе Корат и авиабазе У-тапао в Таиланде, также находились в небе во время эвакуации вертолётом. Воздушное командование и управление C-130 контролировало все воздушные операции США над сушей. Самолёты ВВС США F-4, F-111 и A-7 обеспечивали воздушное прикрытие в дневное время, а ночью их заменяли самолёты AC-130 из 16-й эскадрильи специальных операций. Самолёты-заправщики KC-135 Стратегического авиационного командования обеспечивали дозаправку в воздухе:92.
Эвакуация прошла без вмешательства со стороны вьетнамской народной армии. Самолёты, прикрывавшие эвакуацию с воздуха, сообщили о том, что их отслеживали радаром земля-воздух в районе авиабазы Бьенхоа (которая пала перед вьетнамской народной армии 25 апреля), но запусков ракет не было:99. Руководство Ханоя, полагая, что завершение эвакуации снизит риск американского вмешательства, по-видимому, приказало генералу Зунгу не нацеливаться на сам воздушный транспорт. Сотрудникам полиции в Сайгоне была обещана эвакуация в обмен на защиту американских эвакуационных автобусов и контроль над толпами в городе во время эвакуации. Недовольные войска Армии Республики Вьетнам неоднократно били американские вертолёты огнём из стрелкового оружия во время эвакуации, не причиняя серьёзного ущерба. Несмотря на спорадические обстрелы со стороны зенитной артиллерии вьетнамской народной армии, самолёты ВВС США и ВМС США не наносили ударов по объектам зенитной артиллерии или ракетных комплексов во время эвакуации:111. Однако в одном отчёте ВВС США говорится, что F-4C Wild Weasel и F-4D из 388-го истребительного крыла патрулировали между Таншоннятом и Бьенхоа около 16:00, когда Wild Weasel обнаружил излучение радара ракет класса «земля-воздух» на севере. Он немедленно повернул в сторону угрожающего радара, и от пятнадцати до двадцати зенитных орудий открыли огонь по нему и F-4D. Четыре члена экипажа подсчитали, что получили более 500 выстрелов 23-мм, 37-мм и 57-мм орудиями огня в течение одной минуты. Получив разрешение от командира воздушного судна, Wild Weasel пометил три 57-мм позиции с помощью ракеты AGM-45 Shrike и предпринял маневр уклонения, чтобы уйти от трассирующих снарядов. Затем F-4D получил разрешение уничтожить 57-мм батарею и сделал это, используя две кассетные бомбы CBU-71 и две кассетные бомбы CBU-58, нейтрализовав позицию в 10 милях (16 км) к северо-востоку от Сайгона, не повредив ни один из самолётов.
Несмотря на всю обеспокоенность по поводу этих военных угроз, погода представляла самую серьёзную опасность. В начале операции пилоты первой волны сообщили о погоде как о 2000 футах (610 м) рассеянной, 20 000 футов (6100 м) облачной с видимостью 15 миль (24 км), за исключением дымки над Сайгоном, где видимость уменьшилась до одной мили. Это означало, что ниже их траектории полета находились рассеянные облака, в то время как сплошной слой облаков более чем в двух милях над их головами закрывал солнце. Завеса дымки над Сайгоном настолько изменила ослабленный дневной свет, что видимость на линии прямой видимости составляла всего милю. Погодные условия ухудшались по мере продолжения операции:188.

## Air America

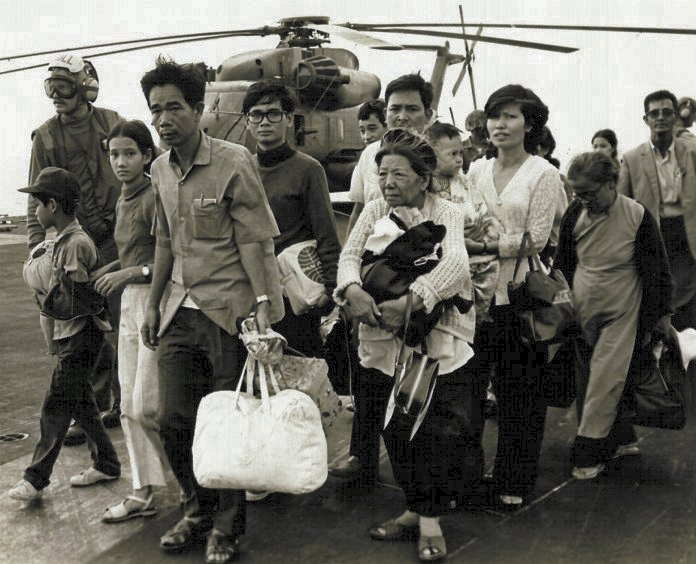
Южновьетнамские беженцы прибывают на судне ВМС США во время операции «Порывистый ветер»

В рамках плана эвакуации, согласованного с офисом военного атташе, авиакомпания «Air America» выделила 24 из 28 имеющихся вертолётов для поддержки эвакуации, а 31 пилот согласился остаться в Сайгоне для участия в эвакуации; это означало, что у большинства вертолётов будет только один пилот вместо обычных двух:36. В 08:30 29 апреля, когда обстрел аэропорта Таншоннят стих, Air America начала переправлять своих пилотов вертолётов и самолётов из их домов в Сайгоне в комплекс Air America в Таншоннят, через дорогу от комплекса офиса военного атташе. Вертолёты «Air America» начали летать к зонам приземления на крыше в Сайгоне и либо доставляли эвакуируемых обратно в здание офиса военного атташе, либо вылетали на корабли оперативной группы 76:22. К 10:30 весь авиапарк самолётов «Air America» вылетели из Таншоннята, эвакуировав весь неосновной персонал и столько вьетнамских эвакуируемых лиц, сколько они могли увезти, и направились в Таиланд:21. В какой-то момент утром персонал ВВС Республики Вьетнам забрал пять вертолётов UH-1H Huey Международной комиссии по контролю и надзору и один вертолёт Bell 204 «Air America» с рампа «Air America»:20.

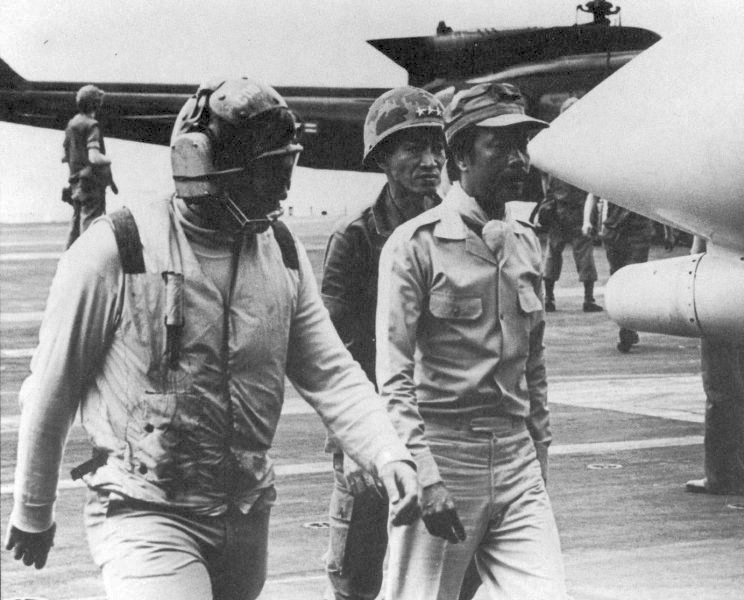
Вице-маршал авиации Ки прибывает на USS Midway.

В 11:00 ситуация с безопасностью на территории комплекса «Air America» ухудшалась, поскольку генерал Кэри не хотел рисковать своими морскими пехотинцами, расширяя свой периметр для покрытия комплекса «Air America» (посадочная зона 40), поэтому все вертолёты «Air America» с этого времени действовали с теннисных кортов в пристройке к офису военного атташе (посадочная зона 35):192:22. Этот шаг создал проблемы с топливом для «Air America», поскольку у них больше не было доступа к запасам топлива на территории комплекса, и, по крайней мере, изначально им отказывали корабли оперативной группы 76:22–24. Согласно Военно-морским архивам США, в 12:30 вертолёт Bell 205 «Air America» приземлился у вице-маршала авиации Нгуен Као Ки, Мадам Ко, Дороти Мартин (жена посла Мартина) и другие на борту USS Denver; однако современные отчёты и фотографии показывают, что маршал Ко пилотировал свой собственный вертолёт UH-1H Huey на USS Midway:29.
Примерно в 14:30 вертолёт Bell 205 «Air America» с серийным номером «N47004» приземлился на крыше жилого дома Pittman по адресу 22 Gia Long Street, чтобы забрать высокопоставленного вьетнамского разведчика и его семью. Здание Pittman не было одобрённой зоной посадки, но когда согласованная точка посадки в отеле Lee по адресу 6 Chien Si Circle была объявлена непригодной для использования, начальник резидентуры ЦРУ Том Полгар попросил Орена Б. Харнаджа, заместителя начальника авиационного отделения посольства, изменить точку посадки на здание Pittman, которое было домом помощника начальника резидентуры и имело крышу шахты лифта, способную выдержать вес «Хьюи». Харнадж сел в вертолёт «Хьюи» «Air America» с вертолётной площадки на крыше посольства и пролетел короткое расстояние до здания Pittman. Харнадж высунулся из «Хьюи» и помог примерно 15 эвакуируемым подняться на борт «Хьюи» с узкой вертолётной площадки:27–28. Эту сцену запечатлел на пленку Хьюберт ван Эс.
Вертолёты «Air America» продолжали забирать людей с крыш до наступления темноты, к тому времени навигация становилась всё более затруднительной. Вертолёты пролетели над обозначенными зонами высадки, чтобы проверить, не остались ли американцы, а затем последние вертолёты (многие с низким уровнем топлива) направились в оперативную группу 76, обнаружили USS Midway или USS Hancock и остановились. Все полёты «Air America» прекратились к 21:00:28–29. Имея в своём распоряжении всего 20 вертолётов «Хьюи» (3 из которых были конфискованы, брошены или повреждены оперативной группой 76), «Air America» перевезла более 1000 эвакуируемых в комплекс офиса военного атташе, посольство или на корабли оперативной группы 76:30.

## Комплекс офиса атташе по вопросам обороны
В 14:06 два вертолёта UH-1E «Хьюи» с генералом Кэри и полковником Альфредом М. Греем-младшим (командиром 4-й полковой десантной группы (RLT4)) приземлились в комплексе офиса военного атташе:91. Во время подлёта к комплексу, Кэри и Грэй своими глазами увидели огневую мощь вьетнамскрой народной армии, когда они обстреливали близлежащий аэропорт Таншоннят наземным, ракетным и артиллерийским огнём. Они быстро организовали строгий командный пункт, готовясь к прибытию вертолётов CH-53 морской пехоты и наземных сил безопасности:189.
Первая волна из 12 вертолётов CH-53 из вертолётной группы HMH-462, загруженная командными группами «Альфа» и «Браво» батальона десантных групп 2/4, а также ротой F и усиленной ротой H, прибыла в комплекс офиса военного атташе в 15:06, и морские пехотинцы быстро двинулись, чтобы усилить оборону периметра. Приближаясь, вертолёты подверглись обстрелу из винтовок и гранатометов М-79 со стороны войск армии Республики Вьетнам, но не причинили никакого видимого ущерба:97. Вторая волна из 12 вртолётов CH-53 из вертолётной группы HMH-463 приземлилась в комплексе офиса военного атташе в 15:15, доставив оставшуюся часть батальонных десантных групп. Третья волна из двух вертолётов CH-53 из вертолётной группы HMH-463 и восьми вертолётов CH-53C ВВС США и двух вертолётов HH-53 ВВС США из 40-й авиационной спасательно-восстановительной эскадрильи (все действовали с авиабазы Мидуэй) прибыла вскоре после этого:186.
Командная группа «Альфа», две стрелковые роты и взвод 81-мм миномётов были развернуты вокруг здания штаб-квартиры офиса военного атташе (Аламо) и прилегающих к нему посадочных зон. Роты E и F соответственно заняли северную и южную части между штаб-квартирой офиса военного атташе и пристройкой офиса военного атташе. Командная группа «Браво», состоящая из двух стрелковых рот и взвода 106-мм безоткатных орудий, взяла на себя ответственность за безопасность пристройки офиса военного атташе и прилегающих к ней посадочных зон. Рота G заняла восточную часть пристройки, а рота H взяла на себя контроль над западной частью:191–192.
Вертолёты CH-53 из вертолётной группы HMH-462, загруженные эвакуируемыми, покинули комплекс, они выгрузили первых эвакуируемых, доставленных в ходе операции «Порывистый ветер» в 15:40:191. Около 17:30 Кэри приказал эвакуировать 3-й взвод, роту C батальонных десантных групп 1/9, которые были высажены в комплексе офиса военного атташе 25 апреля для оказания помощи морской охране:196. Между 19:00 и 21:00 генерал Кэри перебросил 3 взвода (130 человек) батальонных десантных групп 2/4 в посольский комплекс, чтобы обеспечить дополнительную безопасность и помощь посольство:195.
В 19:30 Кэри приказал, чтобы оставшиеся элементы, охраняющие пристройки, были отведены в штаб-квартиру офиса военного атташе (Аламо), где последние из эвакуированных будут ожидать своего вылета. После завершения новый оборонительный периметр охватывал только посадочную зону 36 и Аламо. К 20:30 последние эвакуируемые были погружены на вертолёты:197. После завершения эвакуации команд управления высадкой из пристроек и Аламо, генерал Кэри отдал приказ о выводе наземных сил безопасности из комплекса офиса военного атташе около 22:50:197. В 23:40 морские пехотинцы уничтожили спутниковый терминал, последнее средство прямой связи офиса военного атташе с внешним миром:103. В 00:30 30 апреля термитные гранаты, которые были предварительно заложены в выбранных зданиях, загорелись, когда два вертолёта CH-53 покинули парковку офиса военного атташе, перевозя последние элементы десантных групп батальона 2/4:197.

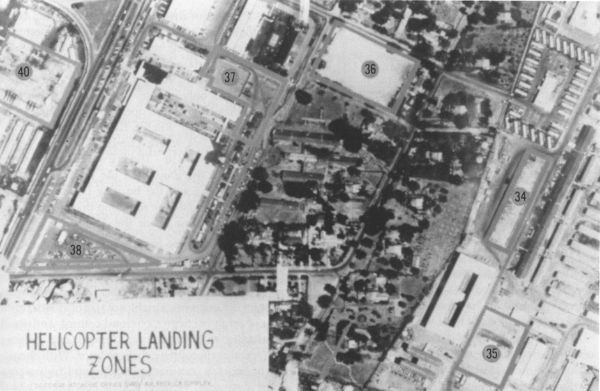
Разведывательная фотография 9-й морской амфибийной бригады комплекса офиса военного атташе с обозначенными посадочными зонами
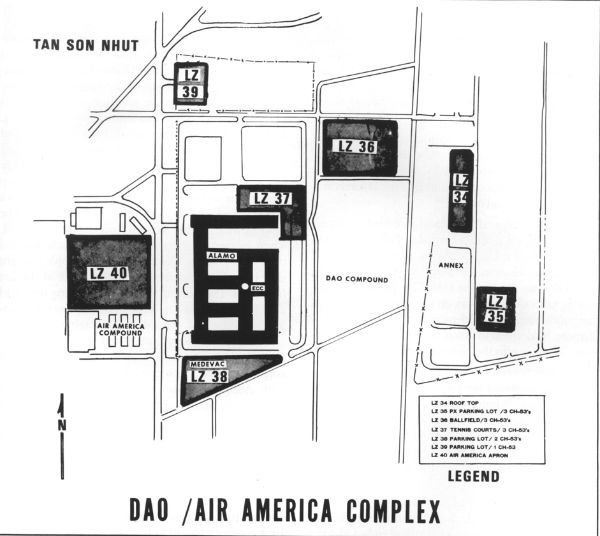
Карта 9-й морской амфибийной бригады после операции комплекса офиса военного атташе и комплекса «Air America» с отмеченными посадочными зонами
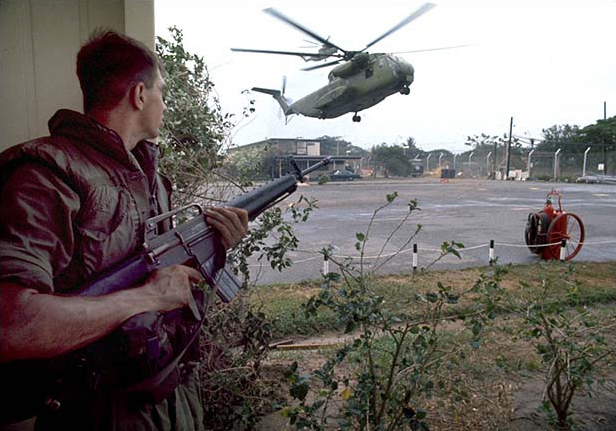
Морской пехотинец обеспечивает безопасность приземляющихся вертолётов на территории офиса военного атташе
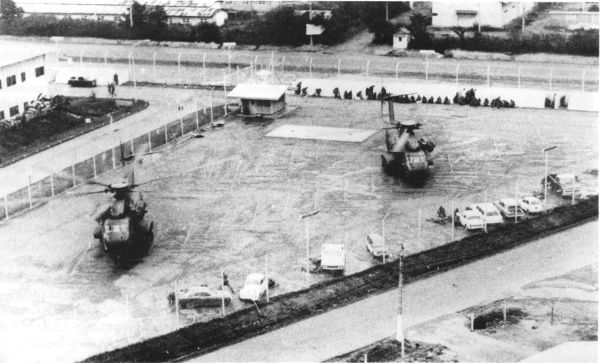
Вертолёты CH-53 Корпуса морской пехоты США в посадочной зоне 38
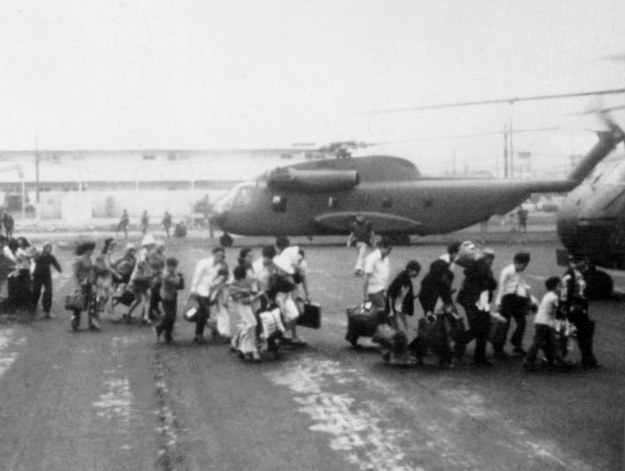
Вьетнамские эвакуированные садятся на борт CH-53 в посадочной зоне 39.
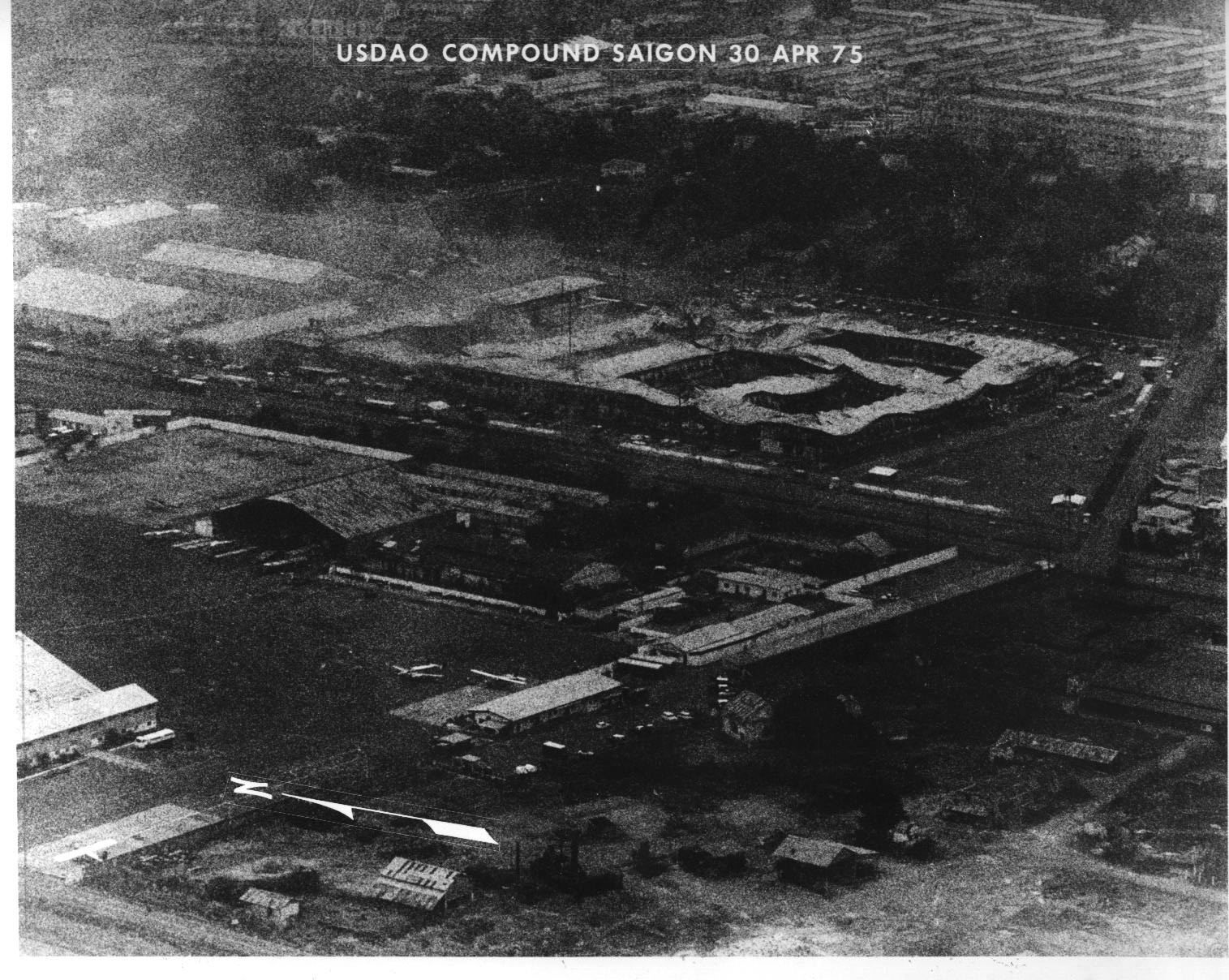
Фотографии с воздуха разрушенного здания штаб-квартиры военного атташе с комплексом «Air America» на переднем плане.

## Посольство

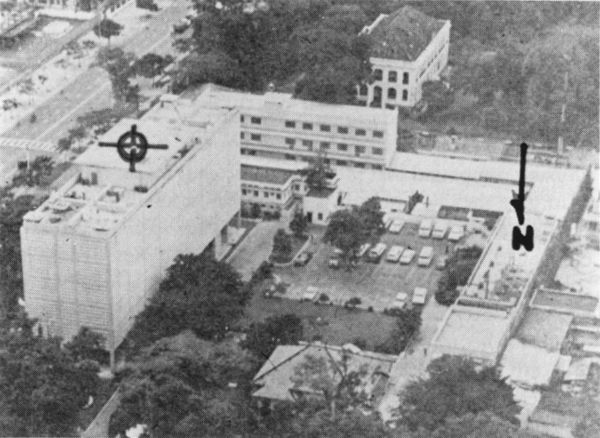
Вид с воздуха на посольство США в Сайгоне, показывающий здание канцелярии (слева), парковку (в центре) и комплекс консульства и посольство Франции (вверху)

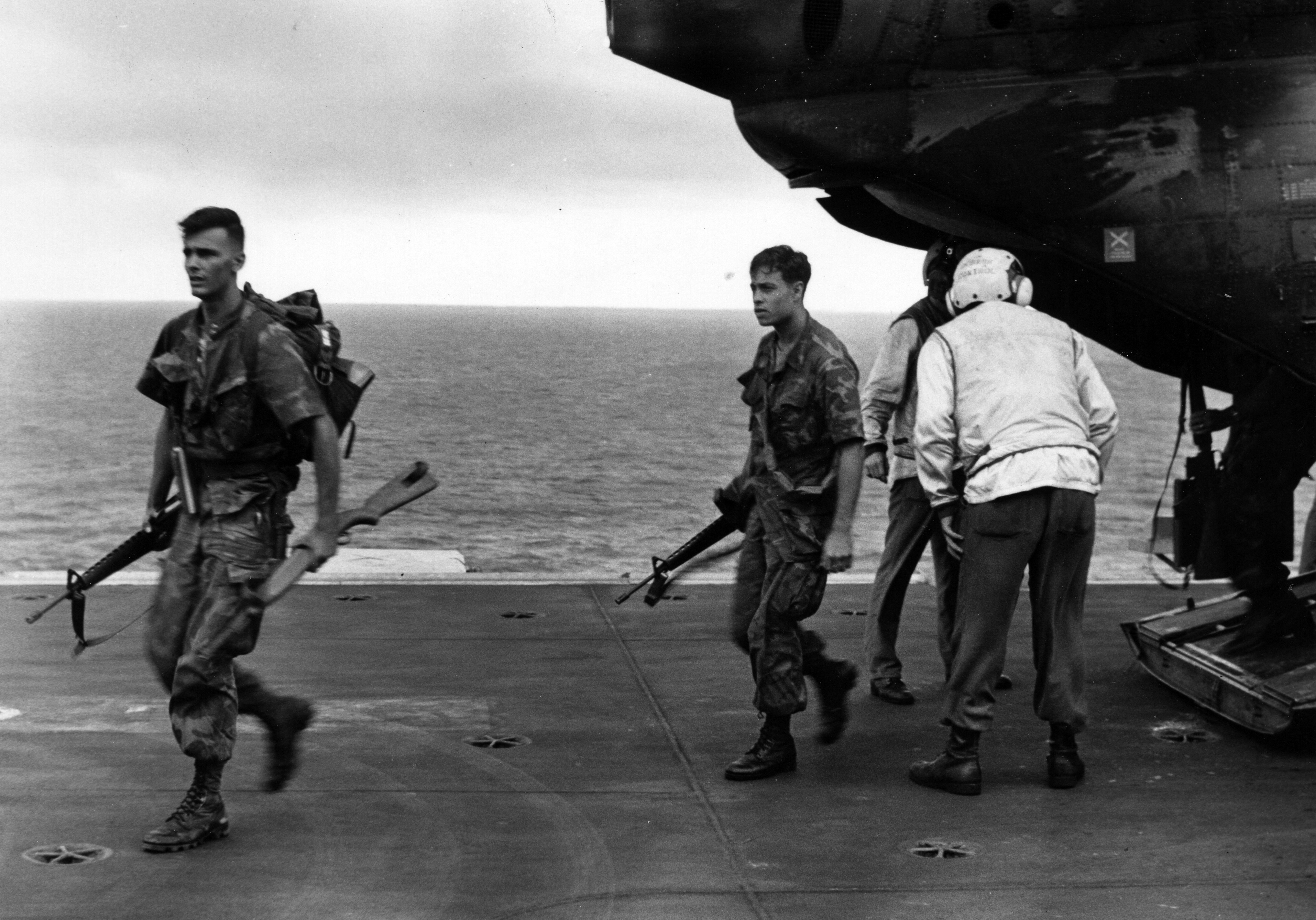
Последние морпехи члены охраны посольства высаживаются на USS Okinawa

25 апреля сорок морских пехотинцев из 9-й морской амфибийной бригады на USS Hancock были доставлены вертолётами «Air America» в гражданской одежде на территорию офиса военного атташе для усиления охраны численностью в восемнадцать морских пехотинцев, которым было поручено защищать посольство; ещё шесть морских пехотинцев были назначены для защиты посла Мартина. Мартин сохранял оптимизм в отношении того, что путём переговоров может быть достигнуто урегулирование, в результате которого США не придётся выводить войска из Южного Вьетнама, и, пытаясь предотвратить пораженческие настроения и панику, он также дал указание майору Джеймсу Кину, командующему батальоном охраны морской пехоты и командующему наземными силами поддержки на территории посольства США, чтобы он не вырубал тамариндовое дерево и другие деревья и кустарники на парковке, которые мешали использовать её в качестве посадочной зоны для вертолётов.
К утру 29 апреля, по оценкам, около 10 000 человек собрались вокруг посольства, в то время как около 2500 эвакуируемых лиц находились в посольстве и консульских комплексах. Толпа не позволила использовать автобусы для перевозки эвакуируемых из посольства в комплекс военного атташе для эвакуации, а ворота посольства были закрыты, чтобы толпа не смогла проникнуть внутрь. Теперь эвакуируемые, имеющие право на эвакуацию, должны были представиться охранникам морской пехоты или сотрудникам посольства, дежурящим на стенах, а затем их поднимали через стены и доставляли на территорию посольства. Среди прибывших в посольство были Фан Куанг Дан, бывший заместитель премьер-министра и министр, ответственный за социальное обеспечение и переселение беженцев:27 и генерал-лейтенант Дан Ван Куанг:28.
С 10:00 до 12:00 Кин и его морские пехотинцы срубили тамаринд и другие деревья и переместили транспортные средства, чтобы создать посадочную зону на парковке посольства за зданием канцелярии. Теперь на территории посольства были доступны две посадочные зоны: крыша для вертолётов UH-1 и CH-46 и новая посадочная зона на парковке для более тяжёлых вертолётов CH-53:5. Вертолёты UH-1 компании «Air America» начали перевозить эвакуируемых из других небольших пунктов сбора по всему городу и высаживать их в посадочной зоне на крыше посольства. В 15:00 были замечены первые вертолёты CH-53, направлявшиеся к зданию офиса военного атташе в Таншонняте. Кин связался с Седьмым флотом, чтобы запросить переброску по воздуху из посольства; до этого времени флот считал, что все эвакуируемые были доставлены автобусами из посольства в здание офиса военного атташе, и что для эвакуации Мартина и морских пехотинцев из посольства потребуется всего два вертолёта:6.
Внутри посольства эвакуируемые заняли все свободное место внутри комплекса посольства, а эвакуируемые и некоторые сотрудники начали брать алкоголь из магазинов посольства:6–7. Из дымящейся мусоросжигательной печи на крыше посольства вылетали разведывательные документы и американская валюта, большая часть которых обуглилась, а некоторая нет. Сотрудник посольства сказал, что сжигалось более пяти миллионов долларов:30.
В 17:00 первый вертолёт CH-46 приземлился в посольстве. Между 19:00 и 21:00 29 апреля были передислоцированы около 130 дополнительных морских пехотинцев из 2-го батальона 4-го полка морской пехоты из комплекса офиса военного атташе для усиления охраны периметра посольства:195, в результате чего общее число морских пехотинцев в посольстве достигло 175:196. Эвакуация из комплекса офиса военного атташе была завершена примерно к 19:00, после чего все вертолёты будут направлены в посольство; Кину сообщили, что операции прекратятся с наступлением темноты. Кин сообщил, что посадочная зона будет хорошо освещена, и приказал переместить транспортные средства с работающими двигателями и включенными фарами по парковке так, чтобы осветить посадочную зону:6. В 21:30 пилот вертолёта CH-53 сообщил Кину, что адмирал Уитмайер, командующий оперативной группой 76, приказал прекратить все операции в 23:00. Кин встретился с Мартином, чтобы попросить его связаться с Овальным кабинетом, чтобы гарантировать продолжение воздушного моста. Вскоре Мартин передал Кину сообщение о том, что вылеты будут продолжаться:6. В то же время генерал Кэри встретился с адмиралом Уитмайером, чтобы убедить его возобновить полёты в посольство, несмотря на усталость пилотов и плохую видимость, вызванную сумерками, пожарами и плохой погодой:198.
К 02:15 30 апреля каждые 10 минут у посольства приземлялись по одному вертолёту CH-46 и CH-53. В это время посольство сообщило, что последующие ещё 19 вылетов завершат эвакуацию:199. В то время Кин подсчитал, что всё ещё оставалось около 850 эвакуируемых неамериканцев и 225 американцев (включая морских пехотинцев), и Мартин сказал Кину сделать всё возможное:7. В 03:00 Мартин приказал Кину переместить всех оставшихся эвакуируемых в посадочной зоне на стоянке, которая была последним периметром морской пехоты:7. В 03:27 президент Джеральд Форд приказал, чтобы для завершения эвакуации было разрешено не более 19 дополнительных вылетов:200. В 04:30, когда лимит в 19 вылетов уже был превышен, Кин отправился в посадочную зону на крыше и поговорил по вертолётной радиосвязи с генералом Кэри, который сообщил, что президент Форд приказал ограничить переброску по воздуху только американским персоналом. Затем Кину было приказано отвести своих людей в здание канцелярии и отступить в посадочную зону на крыше для эвакуации:7.
Кин вернулся на первый этаж канцелярии и приказал своим людям отступить в большой полукруг у главного входа в канцелярию. Большинство морских пехотинцев были внутри канцелярии, когда толпа снаружи посольства прорвалась через ворота на территорию посольства. Морские пехотинцы закрыли и заперли дверь канцелярии, лифты были заблокированы строительным персоналом на шестом этаже, и морские пехотинцы отступили по лестнице, заперая за собой решетчатые ворота. На первом этаже через дверь канцелярии въехала автоцистерна с водой, и толпа начала подниматься наверх к крыше. Морские пехотинцы на крыше запечатали двери и использовали аэрозольные балончики Mace, чтобы отбить у толпы желание прорваться. Над крышей со стороны посольства раздавались спорадические выстрелы:7–8.
В 04:58 Мартин поднялся на борт вертолёта USMC CH-46 Sea Knight, с позывным Lady Ace 09 из группы HMM-165, и был доставлен на USS Blue Ridge. Когда Lady Ace 09 передал кодовое обозначение «Tiger is out», те экипажи вертолётов, которые всё ещё летали, посчитали, что миссия выполнена, и отложили эвакуацию морских пехотинцев с крыши посольства. Вертолёты CH-46 эвакуировали десантную группу батальона к 07:00, и после томительного ожидания прибыл единичный вертолёт CH-46 с позывным Swift 2-2 из HMM-164:200, чтобы эвакуировать Кина и десять оставшихся бойцов морской пехоты. Этот последний вертолёт вылетел в 07:53 30 апреля и приземлился на USS Okinawa в 08:30:8.
В 11:30 танки вьетнамской народной армии прорвались через ворота Президентского дворца менее чем в 1 км от посольства и подняли флаг Вьетконга над зданием; война во Вьетнаме закончилась.

## Хаос в море
В ходе операции неизвестное количество вертолётов ВВС Республики Вьетнам вылетело на флот из остатков Южного Вьетнама. Около 12:00 пять или шесть вертолётов UH-1H ВВС Республики Вьетнам и один из украденных вертолётов UH-1H Международной комиссии по контролю и наблюдению кружили над USS Blue Ridge. Пилотам ВВС Республики Вьетнам было приказано после высадки пассажиров покинуть свои вертолёты, а затем их заберёт один из тендеров судна. Пилоту украденного вертолёта «Хьюи» Международной комиссии по контролю и наблюдению было приказано покинуть левую четверть судна, но он, похоже, не хотел этого делать, облетев судно к правому борту, он выпрыгнул из вертолёта на высоте 40 футов (12 м). Его вертолет развернулся и врезался в сторону Голубого хребта, прежде чем врезаться в море. Хвостовой винт оторвался и врезался в двигатель вертолёта Bell 205 «Air America», который производил горячую дозаправку на вертолетной площадке в задней части корабля. Пилот Air America выключил свой вертолёт и покинул его. Несколько мгновений спустя вертолёт UH-1H ВВС Вьетнама попытался приземлиться на вертолётной площадке, зацепил роторы вертолёта Bell «Air America», едва не столкнув его за борт:24–25. Украденный вертолёт Bell 204 «Air America» приземлился на USS Kirk, откуда пилоты ВМС США переправили его на USS Okinawa:20.
На корабли оперативной группы 76 приземлилось так много вертолётов ВВС Республики Вьетнам, что около 45 вертолётов UH-1 «Хьюи» и по крайней мере один CH-47 Chinook были сброшены за борт, чтобы освободить место для посадки большего количества вертолётов:118. Другие вертолёты высадили своих пассажиров, а затем были сброшены в море своими пилотами, недалеко от кораблей, в последний момент пилоты выпрыгивали из вертолётов, чтобы их подобрали спасательные катера.

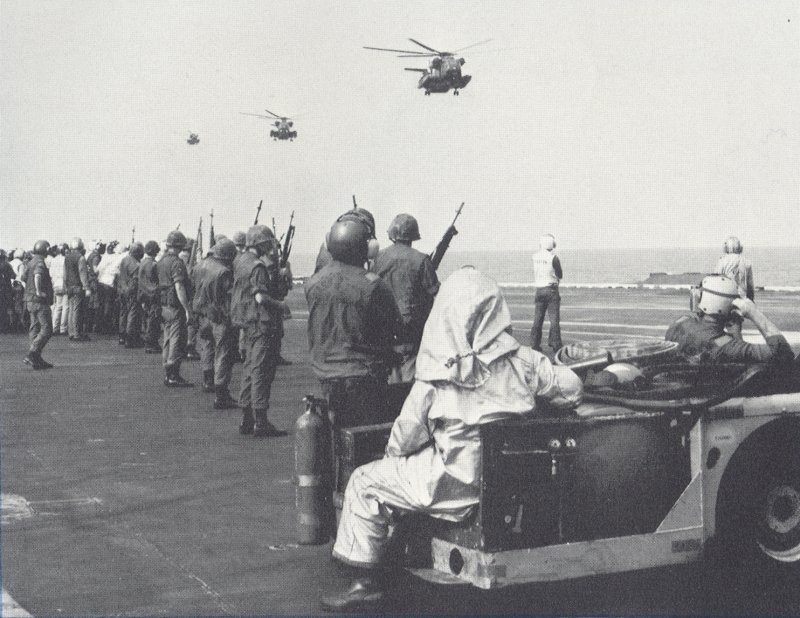
Sea Stallions, возвращающиеся из комплекса офиса военного атташе, приближаются к USS Midway
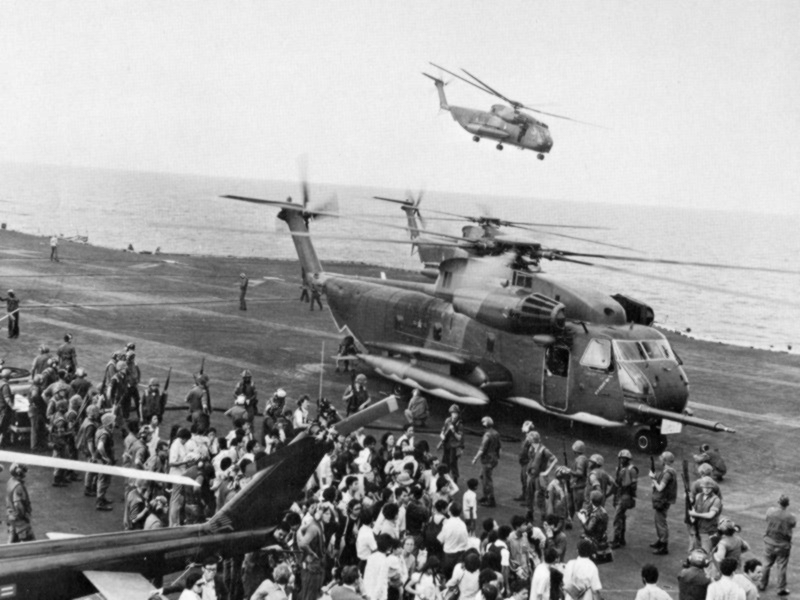
Эвакуируемых выгрузили на USS Midway
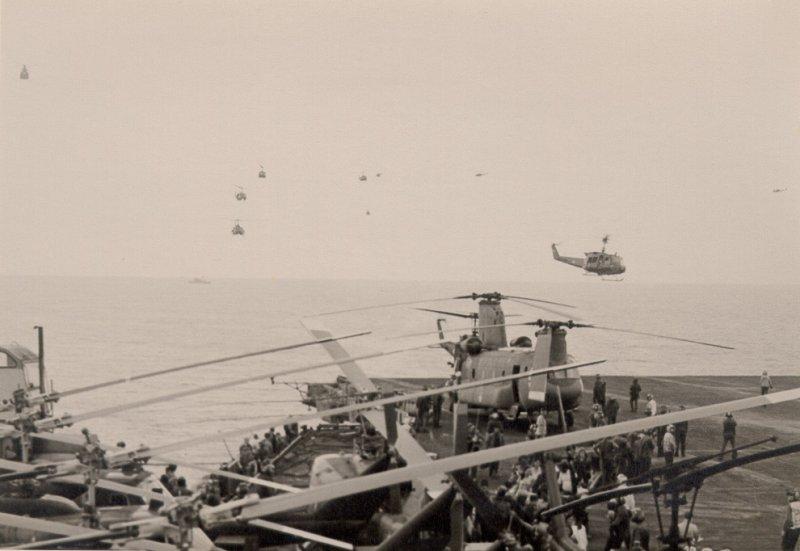
Вертолёты «Хьюи» и CH-47 «Чинук» ВВС Вьетнама прибывают на USS Midway
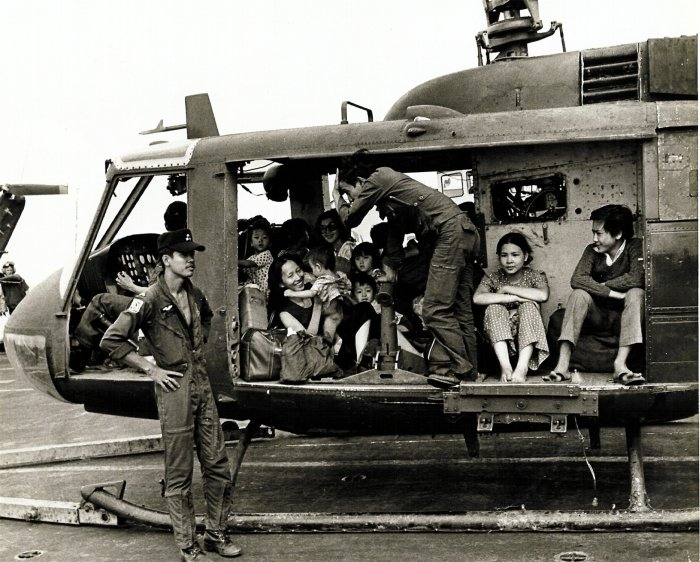
Вертолёт ВВС Вьетнама «Хьюи» с эвакуированными на палубе USS Midway
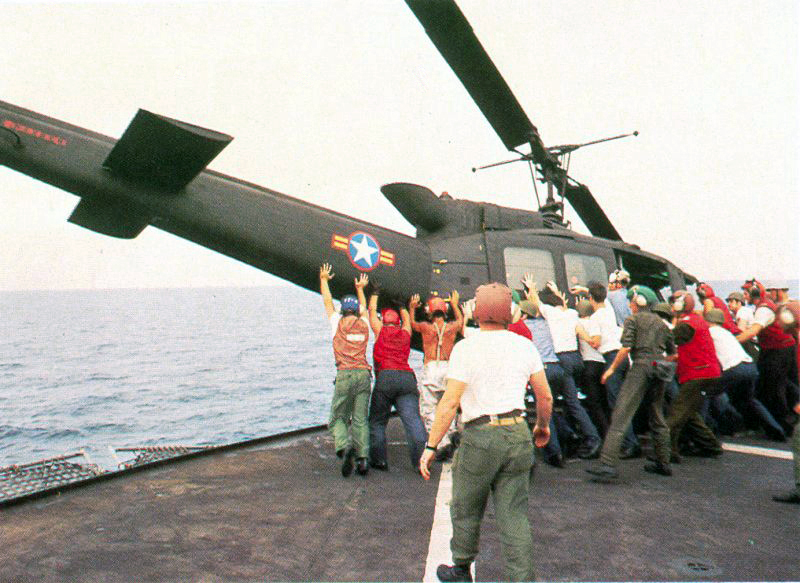
Вертолёт ВВС Вьетнама «Хьюи» сброшен за борт USS Midway.
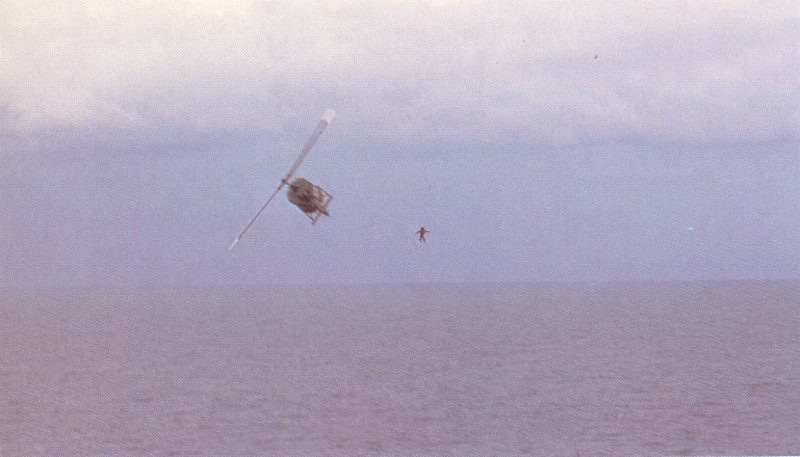
Пилот ВВС Вьетнама выпрыгивает из своего «Хьюи» после высадки эвакуируемых на USS Midway

Одно из самых примечательных событий произошло на авианосце USS Midway, когда пилот самолёта Cessna O-1 ВВС Республики Вьетнам бросил записку на палубу авианосца. В записке говорилось: «Можете ли вы переместить эти вертолёты на другую сторону, я могу приземлиться на вашей взлетно-посадочной полосе, я могу лететь ещё 1 час, у нас достаточно времени, чтобы переместиться. Пожалуйста, спасите меня. Майор Буанг, жена и 5 детей». Командующий USS Midway капитан Л. К. Чамберс приказал экипажу летной палубы очистить зону приземления; в ходе этого процесса вертолёты UH-1 «Хьюи» стоимостью около 10 миллионов долларов США были сброшены за борт в Южно-Китайское море. Как только палуба была очищена, майор Буанг приблизился к палубе, подпрыгнул один раз, а затем приземлился и вырулил на остановку с запасом места. Майор Буанг стал первым пилотом ВВС Республики Вьетнам, который когда-либо приземлялся на авианосец. Вторая Cessna O-1 также была найдена USS Midway в тот же день:121.

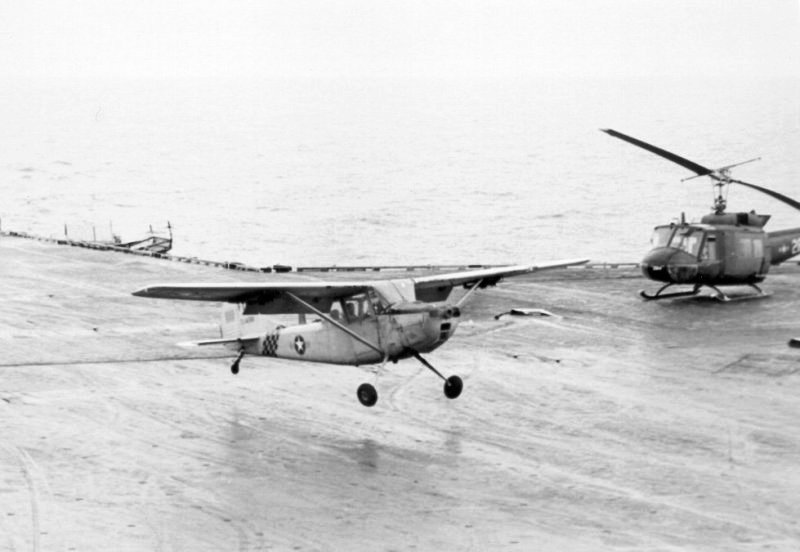
Майор Буанг на финальном этапе захода на посадку
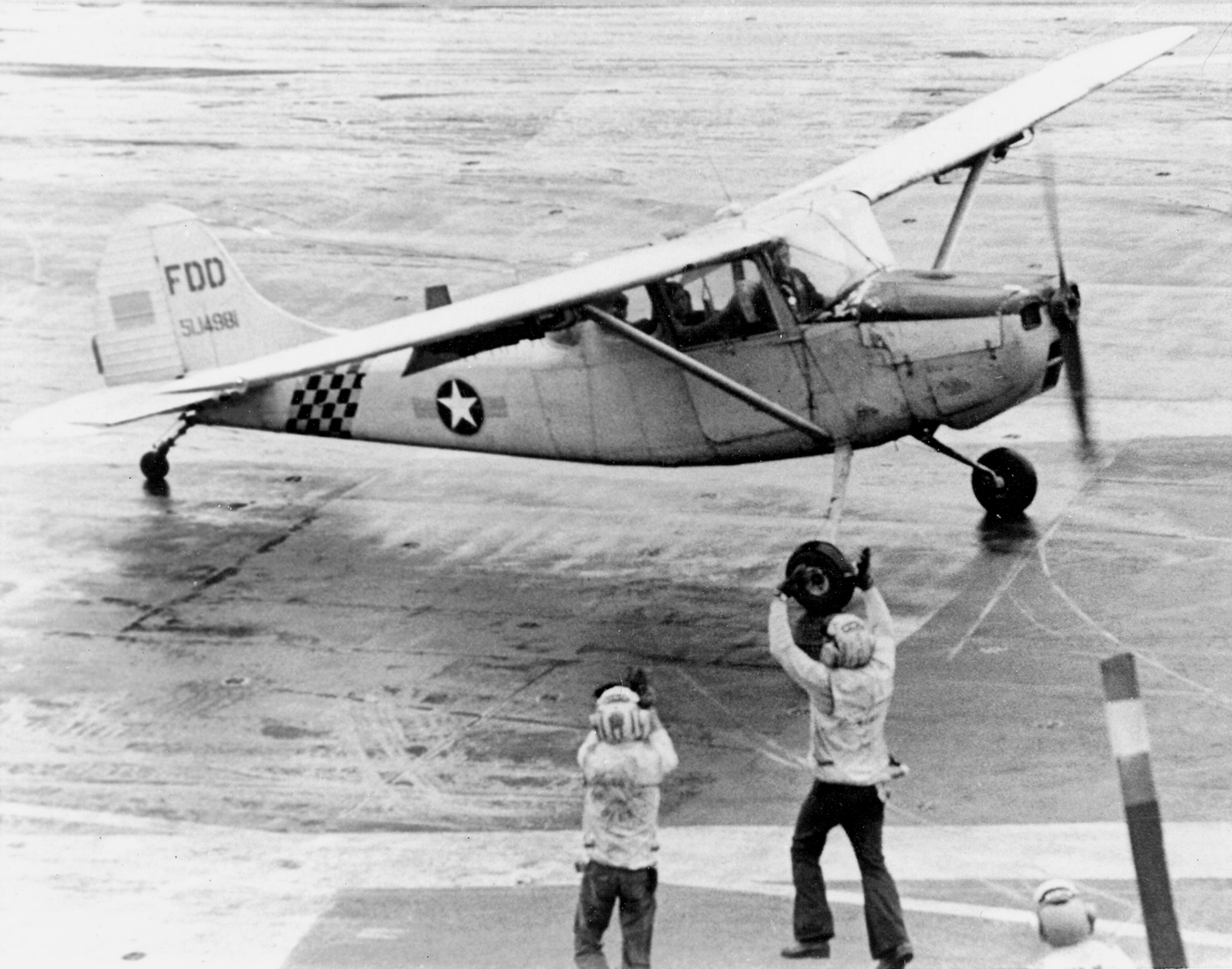
Майор Буанг выруливает на остановку
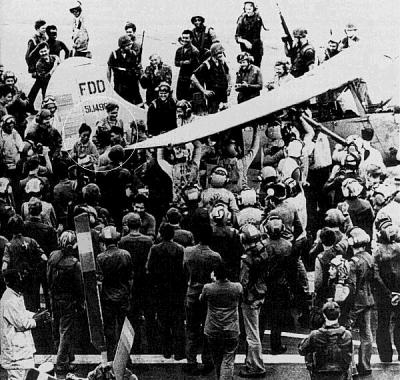
Экипаж USS Midway окружает майора Буанга и его семью

В то же время, что и воздушная эвакуация, десятки тысяч южновьетнамцев бежали к оперативной группе 76 на борту джонок, сампанов и небольших судов. Буксиры Военного командования морских перевозок тянули баржи, заполненные людьми, из порта Сайгон к оперативной группе 76. Флотилия из 26 кораблей ВМС Республики Вьетнам и других судов сосредоточилась у острова Лонгшон к юго-западу от Вунгтау с 30 000 моряков, их семьями и другими гражданскими лицами на борту. Днём 30 апреля оперативная группа 76 отошла от побережья, по пути забирая все больше беженцев. 2 мая оперативная группа 76, перевозившая эвакуированных в ходе операции «Порывистый ветер» и 44 000 эвакуированных по морю, а также группа ВМС Республики Вьетнам отплыли в приёмные центры на Филиппинах и Гуаме.

## Результаты эвакуации
Во время эвакуации на самолетах из Таншоннята было эвакуировано 50 493 человека (включая 2 678 вьетнамских сирот):122. Пилоты морской пехоты налетали 1 054 часа и совершили 682 боевых вылета в ходе операции «Порывистый ветер». Эвакуация персонала из комплекса офиса военного атташе длилась девять часов и в ней было задействовано более 50 вертолётов морской пехоты и ВВС. В ходе эвакуации вертолётом из здания офиса военного атташе было эвакуировано в общей сложности 395 американцев и 4475 вьетнамцев и граждан третьих стран:197, а также еще 978 граждан США и 1120 вьетнамцев и граждан третьих стран из посольства:201, что в общей сложности составило 1373 американца и 5595 вьетнамцев и граждан третьих стран. Кроме того, вертолёты «Air America» и самолеты ВВС Республики Вьетнам доставили дополнительных эвакуированных на корабли оперативной группы 76. Многим из эвакуированных вьетнамцев было разрешено въехать в Соединённые Штаты в соответствии с Законом о миграции и помощи беженцам в Индокитае.
Около 400 эвакуируемых остались в посольстве, включая более 100 граждан Республики Корея (Южная Корея); среди них был бригадный генерал Ли Дэ Ён, начальник разведки в посольстве Республики Кореи в Сайгоне. Южнокорейские граждане были эвакуированы в 1976 году, в то время как генерал Ли и два других дипломата находились в плену до апреля 1980 года. Сорок девять американцев, включая иждивенцев, также остались или решили остаться в Сайгоне. Они были эвакуированы в Бангкок 1 августа 1976 года.
Хотя сама операция прошла успешно, кадры эвакуации символизировали расточительность и окончательную тщетность американского участия во Вьетнаме. Президент Форд позже назвал это «печальным и трагическим периодом в истории Америки», но утверждал, что «нельзя не гордиться теми пилотами и другими, кто проводил эвакуацию». Обещание Никсона о почётном мире во Вьетнаме стало унизительным поражением, которое вместе с Уотергейтом способствовало кризису доверия, который поразил Америку на протяжении 1970-х годов.

## Потери
Для операции такого масштаба и сложности, как «Порывистый ветер», потери были относительно небольшими. Капралы морской пехоты Чарльз Макмэхон и Дарвин Джадж, погибшие в здании офиса военного атташе, были единственными военнослужащими США, погибшими в ходе операции, и они стали последними наземными потерями США во Вьетнаме:56–7. У вертолёта AH-1J SeaCobra морской пехоты закончилось топливо во время поиска USS Okinawa, и он совершил вынужденную посадку в море; два члена экипажа были спасены катером с USS Kirk:201. Вертолёт CH-46F с позывным «Swift 1-4» из вертолётной группы HMM-164 с USS Hancock, пилотируемый капитаном Уильямом К. Нистлом и первым лейтенантом Майклом Дж. Ши, упал в море при подлёте к кораблю после выполнения ночной спасательной операции на море и в воздухе. Двое членов экипажа выжили, но тела пилотов не были найдены. Причина крушения так и не была установлена:201.

## Памятники
Во время сноса посольства металлическая лестница, ведущая с крыши на вертолётную площадку, была демонтирована и отправлена обратно в Соединённые Штаты, где сейчас она экспонируется в Президентском музее Джеральда Р. Форда.
Легкомоторный самолёт Cessna O-1 Bird Dog, который майор Буанг посадил на USS Midway, сейчас экспонируется в Национальном музее морской авиации на военно-морской авиабазе Пенсакола, Флорида. USS Midway — музейный корабль в Сан-Диего. Вертолёт CH-46 Lady Ace 09, c серийным номером 154803, сейчас экспонируется в Музее авиации Flying Leatherneck в Сан-Диего, Калифорния.